# António Bagão Félix
António José de Castro Bagão Félix, né le 9 avril 1948 à Ílhavo, est un homme politique et homme d'affaires portugais.
Membre du Centre démocratique et social (CDS) à la fin des années 1980, il est secrétaire d'État sous les différents gouvernements de l'Alliance démocratique (AD), de 1980 à 1983, puis dans le second cabinet d'Aníbal Cavaco Silva, entre 1987 et 1991.
Le retour du centre droit au pouvoir en 2002 le conduit à devenir ministre du Travail, avant d'occuper le poste de ministre des Finances pendant huit mois à partir de juillet 2004. Il se retire ensuite de la vie politique.

## Biographie

### Formation
Classé parmi les meilleurs élèves de son lycée à Aveiro, il effectue son service militaire dans la Marine de 1966 à 1969, tout en suivant les cours de l'Institut supérieur des sciences économiques et financières (ISCEF), où il a pour enseignant Aníbal Cavaco Silva.
Il obtient son diplôme de gestion à l'Institut européen d'administration des affaires de Fontainebleau en 1995.

### Carrière industrielle
En 1973, âgé d'à peine 25 ans, il devient directeur financier de la compagnie d'assurance La Mondiale, et occupe ce poste jusqu'en 1976, année où il intègre pour trois ans le conseil de gestion de la compagnie d'assurance des crédits. Il quitte donc cette fonction en 1979 pour entrer au comité directeur de l'Institut national des assurances, où il siège un an.
Il retourne au monde des affaires en 1985 comme membre du conseil d'administration de la banque du commerce et de l'industrie, où il reste jusqu'en 1987. En 1992, il rejoint le conseil d'administration de la banque du Portugal, dont il devient vice-gouverneur en 1993 pour un an. Il occupe ensuite le poste de directeur général de Banco Comercial Português jusqu'en 2002.

### Carrière académique
Après avoir été assistant à l'ISCEF entre 1972 et 1973, puis à l'Institut supérieur des sciences du travail et de l'entreprise pendant un an à partir de 1975, il occupe un poste de professeur invité à l'université internationale de Lisbonne entre 1986 et 1994. Depuis 2006, il enseigne l'éthique à la faculté de sciences économiques de l'université Lusíada de Lisbonne.

## Parcours politique

### Secrétaire d'État et bref engagement partisan
Il est secrétaire d'État à la Sécurité sociale de 1980 à 1983 dans les cabinets de Francisco Sá Carneiro et de Francisco Pinto Balsemão et élu député du district d'Aveiro en 1983, avant d'adhérer au Centre démocratique et social (CDS) trois ans plus tard.
Il retrouve le gouvernement dès 1987, en tant que secrétaire d'État chargé de l'Emploi et de la Formation professionnelle dans l'équipe d'Aníbal Cavaco Silva.

### Deux fois ministre
Le 8 avril 2002, il est nommé ministre de la Sécurité sociale et du Travail dans la coalition de centre droit dirigé par José Manuel Durão Barroso.
À la suite de la nomination de ce dernier comme président de la Commission européenne et à son remplacement par Pedro Santana Lopes, António Bagão Felix devient ministre des Finances et de l'Administration publique le 21 juillet 2004. La victoire du Parti socialiste (PS) aux législatives anticipées du 20 février 2005 l'oblige à renoncer à ses fonctions le 14 mars suivant.